# Méreau
Méreau is een gemeente in het Franse departement Cher (regio Centre-Val de Loire). De plaats maakt deel uit van het arrondissement Vierzon. Méreau telde op 1 januari 2022 2.649 inwoners.

## Geografie
De oppervlakte van Méreau bedroeg op 1 januari 2022 18,65 vierkante kilometer; de bevolkingsdichtheid was toen 142 inwoners per km².
De onderstaande kaart toont de ligging van Méreau met de belangrijkste infrastructuur en aangrenzende gemeenten.

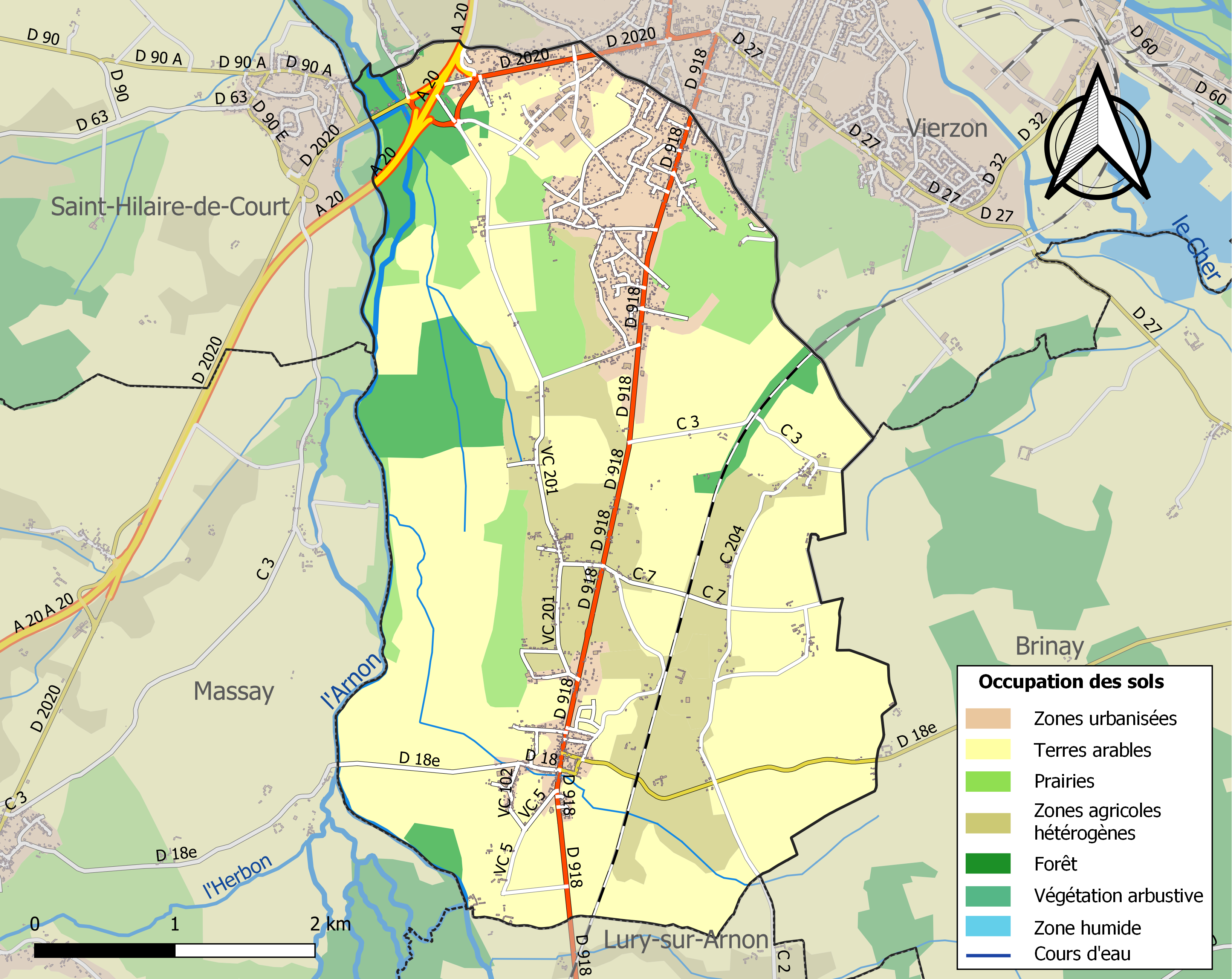

## Demografie
Onderstaande figuur toont het verloop van het inwonertal (bron: INSEE-tellingen).